# جيمس بيرتون (عالم مصريات)
جيمس بيرتون FGS (22 سبتمبر 1786 – 22 فبراير 1862) (سابقًا هاليبورتون وأخيرًا هاليبورتون) كان عالم مصريات بريطاني مبكر، معروف باستكشافه ورسمه الطليعي وادي الملوك، حيث كان أول شخص من العصر الحديث يدخل مقبرة 5؛ وتنقيباته الرائدة في الكرنك، حيث اكتشف قائمة ملوك الكرنك؛ وتنقيباته في مدينة هابو، حيث كان جزءًا من الفريق الذي اكتشف TT391.

## الميلاد والعائلة
كان جيمس الطفل الرابع والابن الثاني لمطور العقارات جيمس بيرتون (سابقًا جيمس هاليبورتون) وإليزابيث ويستلي (12 ديسمبر 1761 – 14 يناير 1837)، من لوتون، إسيكس، ابنة جون وماري ويستلي. تم تعميد الابن باسم 'جيمس هاليبورتون' لكن والده غير اسم العائلة إلى بيرتون في عام 1794. ثم غير الابن جيمس اسم عائلته إلى بيرتون أيضًا، على الرغم من أنه كان العضو الوحيد في العائلة الذي عاد فيما بعد ليغير اسم عائلته مرة أخرى إلى هاليبورتون (في عام 1838). كان شقيقًا أكبر للمهندس المعماري ديسيموس بيرتون، والطبيب هنري بيرتون ، وصانع البارود ويليام فورد بيرتون.
من جانب والده، كان أجداده العظماء المحترم جيمس هاليبورتون (1681–1756) و مارجريت إليوت، ابنة سير ويليام إليوت، البارون الثاني، وعمة جورج أوغسطس إليوت، بارون هيثفيلد الأول. كان ديسيموس ينحدر من جون هاليبورتون (1573–1627)، الذي يمكن أن يتتبع السير والتر سكوت، البارون الأول نسبه من الجانب الأمومي. كان ابن عم القاضي الأمريكي والمؤلف توماس تشاندلر هاليبورتون، الذي كان صديقًا مقربًا له في لندن بين 1838 و 1844، ومن ثم المحامي وعالم الأنثروبولوجيا روبرت جرانت هاليبورتون وآرثر لورانس هاليبورتون، بارون هاليبورتون الأول.
تلقى جيمس تعليمه في مدرسة تونبريدج، كلية ترينيتي، كامبريدج (BA, 1810: MA, 1815)، وجمعية لنكولن.

## علم المصريات
بين عامي 1815 و1822، عمل بيرتون مع المهندس المعماري السير جون سوان، وسافر إلى إيطاليا مع سكرتير سوان، تشارلز همفريز، حيث التقى علماء المصريات السير جون جاردنر ويلكنسون، إدوارد ويليام لين، والسير ويليام جيل. كان دائرته من علماء المصريات تشمل أيضًا روبرت هاي وجوزيف بونومي الأصغر. عاش بيرتون في مصر من عام 1820 إلى 1834، حيث كان يستمتع بالمارسالا، والرم، والبراندي، والأفيون، وصحبة الفتيات العبيد.
في عام 1820، كان جزءًا من الفريق الذي اكتشف لأول مرة مقبرة كاراباسكن رقم TT391 في منطقة جنوب العساسيف. في عام 1822، على الرغم من عدم امتلاكه معرفة معدنية، تم دعوته من قبل الباشا محمد علي للعمل كخبير معدني في المسح الجيولوجي لمصر. غادر في عام 1824 وبدأ في البحث عن الآثار القديمة لمصر. في عام 1825، سافر جنوبًا على طول نهر النيل إلى أبو سمبل. أمضى عدة أشهر في طيبة، ينقب في مدينة هابو، والكرنك وفي عدة قبور في وادي الملوك. في عام 1824، قام بأول محاولة للتنقيب في مقبرة 20 ونظف الغرفة الأولى للمقبرة. في عام 1825، رسم خرائط مقبرة 21. استكشف أيضًا مقبرة 26، مقبرة 9، مقبرة 19، ومقبرة 2. في عام 1825، أصبح أول شخص يدخل مقبرة 5، ولكنه استكشف فقط الغرف القليلة الأولى جزئيًا. في عام 1825، اكتشف قائمة ملوك الكرنك. بين عامي 1825 و1828، نشر بيرتون Excerpta Hieroglyphica، وهو مجلد من النقوش الهيروغليفية المصرية.
قليلٌ من المعلومات معروفة عن أنشطة بيرتون بين عامي 1825 و1834: فقد اختفى في الصحراء المصرية لمدة تسع سنوات حتى أوقف والده مخصصاته المالية واضطر للعودة إلى لندن في عام 1834. لم تنشر أي من استكشافاته من هذه الفترة، لكن أوراق زميله عالم المصريات جورج جرينوه، المحفوظة في كلية لندن الجامعية، توفر معلومات عن حياة بيرتون: "بالإضافة إلى عبيده السود المذكورين سابقًا، لديه يوناني شاب اشتراه من متمرد اسكتلندي يُدعى عثمان"، كتب شيفيلد، وهو عالم مصريات آخر. في احتفال بعيد ميلاد تشارلز همفري، شرب بيرتون حتى سقط عن كرسيه. وُصف بيرتون بأنه يمتلك 'سريرًا فرنسيًا فاخرًا مع مرآة طويلة' ويقضي معظم وقته في 'شرب القهوة، والتدخين، وتناول المشروبات الكحولية' في 'ديوانه أو حريمه'. أصيب بيرتون بالتهاب العيون، وآلام الظهر، ومشاكل في الكبد، والإسقربوط، واستهلك الأفيون 'بدرجة كبيرة' حتى خشي أصدقاؤه من 'جنونه أو موته السريع'. فقد بيرتون وزنه وتوقع ألا يعيش أكثر من خمس سنوات: كتب أحد أصدقائه عنه، 'لقد أصبح هيكلاً عظميًا'.
عاد جيمس إلى إنجلترا في يوم عيد الميلاد عام 1835 مع العديد من الحيوانات والخدم والعبيد، بما في ذلك أندريانا، الفتاة اليونانية التي اشتراها في مصر وتزوجها لاحقًا، ونتيجة لذلك تبرأت منه عائلة بيرتون.
ومع ذلك، أُعجبت ابنة توماس تشاندلر هاليبرتون ببيرتون، وكتبت في عام 1839، "أنا معجبة بالسيد جيمس كثيرًا. إنه أحد أكثر الأشخاص تهذيبًا الذين رأيتهم و... بالتأكيد زهرة القطيع (تقصد أنه متفرد وسط أقرانه)".
طلب توماس تشاندلر هاليبرتون من بيرتون مراجعة تجارب عمله "Letter Bag of the Great Western"، والذي لم يُعجب بيرتون، في عام 1839، وكذلك تجارب السلسلة الثالثة من "The Clockmaker" في عام 1840. سافر الاثنان معًا إلى اسكتلندا للتحقيق في أصولهما المشتركة، وكانا ينويان القيام بجولة في كندا والولايات المتحدة الأمريكية معًا.

### بيع الممتلكات بالمزاد
بعد وفاته، قُدمت دفاتر بيرتون، التي تحتوي على رسومات للآثار المصرية ومخططات للآثار، إلى المتحف البريطاني من قبل شقيقه ديكيموس بيرتون. هذه الدفاتر مفيدة لأنها يمكن مقارنتها بحالة المواقع الأثرية في مصر اليوم.
كما جمع جيمس الآثار المصرية، التي بيع معظمها في مزاد سوثبيز عام 1836 لسداد ديونه. وكان العنصر الوحيد في مجموعته الذي لم يُباع في المزاد هو مومياء وتابوت، موجودان الآن في متحف ليفربول.
كان بيرتون زميلاً في الجمعية الجيولوجية في لندن.
دفن بيرتون بالقرب من مركز مقبرة دين في إدنبرة. ونقش على شاهد قبره "باحث متحمس في مصر عن لغتها وآثارها".